# Anthaxia stepanovi
Anthaxia stepanovi es una especie de escarabajo del género Anthaxia, familia Buprestidae. Fue descrita científicamente por Richter en 1949.

## Distribución
Habita en el Neártico, Neotrópico, región indomalaya, Paleártico y región afrotropical.